# إليجاه بابيت
إليجاه بابيت هو محامي وسياسي أمريكي، ولد في 29 يوليو 1795 في بروفيدنس في الولايات المتحدة، وتوفي في 9 يناير 1887 في إيري في الولايات المتحدة. نشط حزبياً في الحزب الجمهوري. وقد انتخب عضو مجلس ولاية بنسيلفانيا ‏ وانتخب عضو مجلس نواب بنسيلفانيا ‏ وانتخب عضو مجلس النواب الأمريكي ‏.